# 雅致香青
雅致香青（学名：Anaphalis elegans）为菊科香青属的植物，为中国的特有植物。分布在中国大陆的云南、四川等地，生长于海拔3,100米至3,450米的地区，多生于向阳石坡地，目前尚未由人工引种栽培。